# La fioraia di Keats
La fioraia di Keats è un racconto di genere giallo-storico della scrittrice italoamericana Ben Pastor.
 Nella edizione italiana fa parte di un'antologia che raccoglie racconti a sfondo giallo ambientati a Roma in diverse epoche, con la partecipazione di vari personaggi storici o letterari. Questo racconto in particolare vede la presenza del poeta John Keats e del pittore Joseph Severn, entrambi inglesi.

## Titolo
Il titolo del racconto fa riferimento alla giovane fioraia, la cui morte costituisce l'oggetto dell'indagine narrata.

In esergo una citazione poetica:

(John Keats, Sonetto, Perché ho riso stanotte. Nessuna voce, vv.1; 5-6)

## Incipit
John Keats versa in cattive condizioni. Certo non tradisco alcun segreto nel parlarne. Purtroppo, ormai, la verità è risaputa: basta guardare il volto smunto e febbrile del mio amico per rendersi conto che, ahimè, non resterà a lungo fra noi.

Per me è piuttosto un mistero come egli possa pensare che l‘inverno romano gli recherà giovamento. Alloggiamo in una casa rosso antico, al numero civico 26 della piazza sottostante la chiesa francese della Trinità, ai piedi della superba scalinata, vera cascata di pietra. Che meraviglia trovarsi qui per un artista […]»

## Trama
Inizi del XIX secolo: la città di Roma è meta di numerosi uomini di cultura inglesi, attratti dalla sua storia e dalle sue opere d'arte; tra loro i poeti Keats, Byron, Shelley e il pittore Joseph Severn. 
Nell'inverno del 1821 John Keats, malato, è ormai prossimo alla morte: ma ancora subisce il fascino del panorama che si offre al suo sguardo quando per ore rimane affacciato alla finestra della sua casa presso Trinità dei Monti, ancora prova interesse per la gente che anima le strade. In particolare la sua attenzione viene attratta da Marietta, una ragazza che vende fiori proprio sotto la sua finestra e che – ricambiando il sentimento – ogni mattina gli porta un fiore in regalo, timidamente e senza parole.
Un giorno la ragazza non si presenta al solito posto e quando Keats invia Severn a cercare notizie, il pittore scopre una triste spiegazione per la sua assenza: Marietta è morta, il suo corpo è stato ripescato nel Tevere e le autorità pensano si sia suicidata.
Keats, addolorato e incredulo, decide di andare più a fondo nella questione: riesce ad esaminare il cadavere e, grazie alla sua preparazione medica, capisce che Marietta è stata uccisa prima di essere gettata in acqua, probabilmente con un colpo alla testa. Individuare chi sia l'omicida pare impossibile, anche perché è piuttosto difficile ipotizzare un movente credibile per il delitto. Tuttavia Keats, che all'amico dichiara di aver “visto” Marietta, venuta a trovarlo e ad indirizzarlo durante la notte, scopre altri particolari utili ad incastrare l'insospettabile assassino: l'uomo, fatto arrestare da Severn, sarà in seguito condannato a morte per il suo crimine.
E in un futuro non troppo lontano, Keats riposerà a Roma nello stesso luogo tranquillo nel quale ha fatto seppellire Marietta: il Cimitero degli Inglesi.

## Personaggi
- John Keats. Poeta inglese, realmente morto a Roma, dove ancora è sepolto.
- Joseph Severn. Pittore inglese, amico di Keats ed autore di disegni che lo ritraggono. Nel racconto viene citata quella che lui stesso reputa la sua opera più famosa e lodata: Una e il Cavaliere Rosso nell'Antro della Disperazione. Morto circa cinquant'anni dopo Keats, è sepolto accanto a lui nel cimitero acattolico di Roma.
- Marietta. Giovane e timida fioraia. La sua scomparsa provoca il violento dolore del fratello che cercando di morire a sua volta, rimane poi gravemente invalido.

## Cronologia
La vicenda principale del racconto si svolge tra il 6 ed il 7 gennaio del 1821: la lettera di Severn che la rievoca è datata tre settimane più tardi, all'inizio di febbraio di quello stesso anno.

## Edizione originale
- Ben Pastor, “Keats' Flower Girl”, in The Strand Magazine, vol.I, 1998

## Edizione italiana
- Ben Pastor, “La fioraia di Keats”, in A.A.V.V., Sette colli in nero (a cura di Gian Franco Orsi), p.360, Alacràn ed., 2006 – ISBN 88-89-603-34-8